# Míkulov
Míkulov es una ciudad de la región de Moravia del sur de la República Checa, en la frontera con Baja Austria.

## Geografía
Míkulov se encuentra en las estribaciones de una zona de colinas y un gran lago en la región histórica de Moravia. El área paisajística protegida de Pálava comienza en Míkulov, al igual que el karst de Moravia. Al otro lado de la frontera austriaca está ubicada inmediatamente la localidad de Drasenhofen.

## Historia

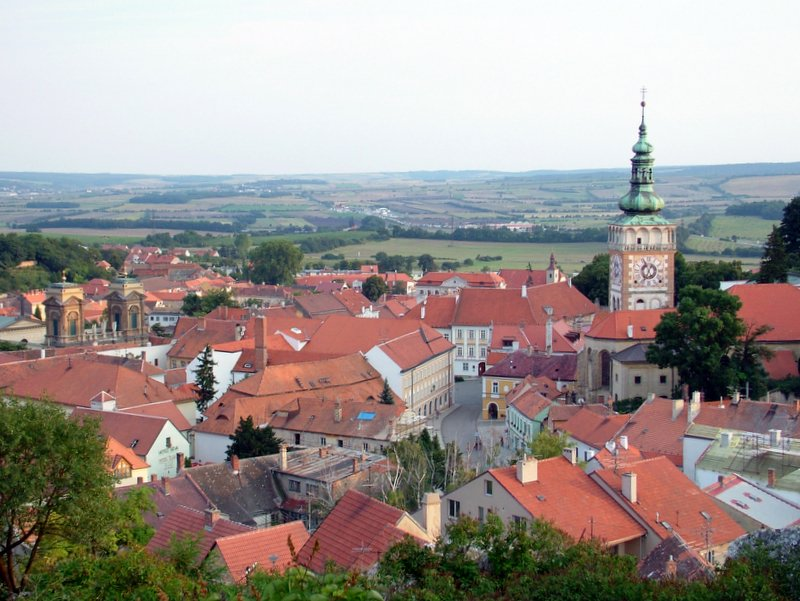
Casco antiguo de Míkulov.

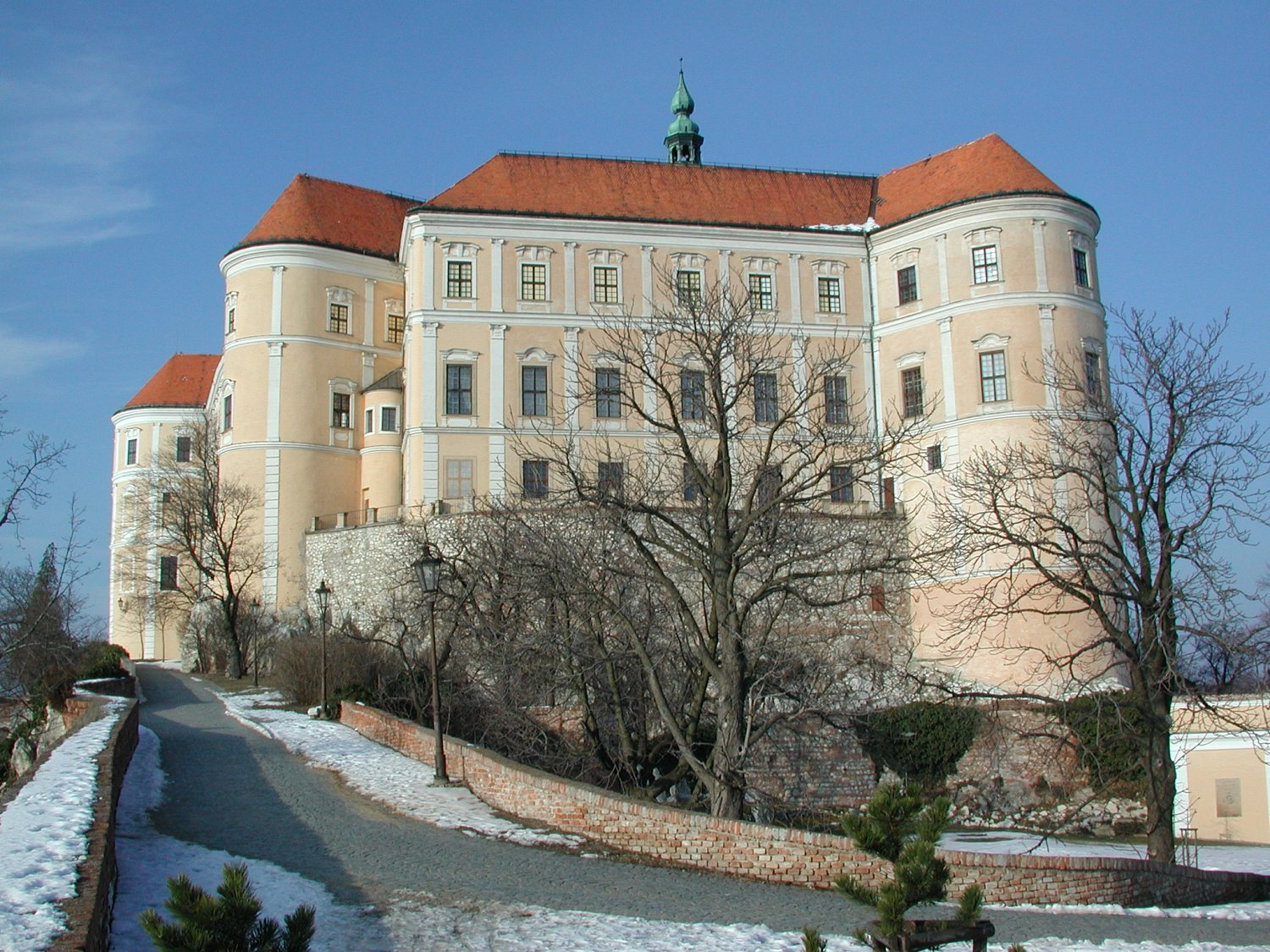
Castillo en Míkulov.

En Míkulov se firmó el 31 de diciembre de 1621 el Tratado de Nikolsburg durante la Guerra de los Treinta Años. Luego de la guerra Austro-Prusiana, el Conde Károlyi comenzó a negociar un tratado de paz en Míkulov que concluyó en el Tratado de Praga firmado en 1866.
Si bien en 1938 el poblado contaba con 8000 habitantes (la mayoría hablaban alemán), para 1948 la población se había reducido a 5,200 habitantes. La población alemana fue expulsada por las autoridades checoslovacas durante el período 1945-46, tras el término de la Segunda Guerra Mundial. 

En 1938 Míkulov también tenía 472 habitantes judíos (en su mayoría hablaban alemán o yidis), de los cuales solo 110 lograron emigrar y salvarse; 327 de los judíos de Míkulov no sobrevivieron al Holocausto.
Los puntos más destacados son el palacio de Míkulov de la familia Dietrichstein y el Colegio Pío.

## Galería

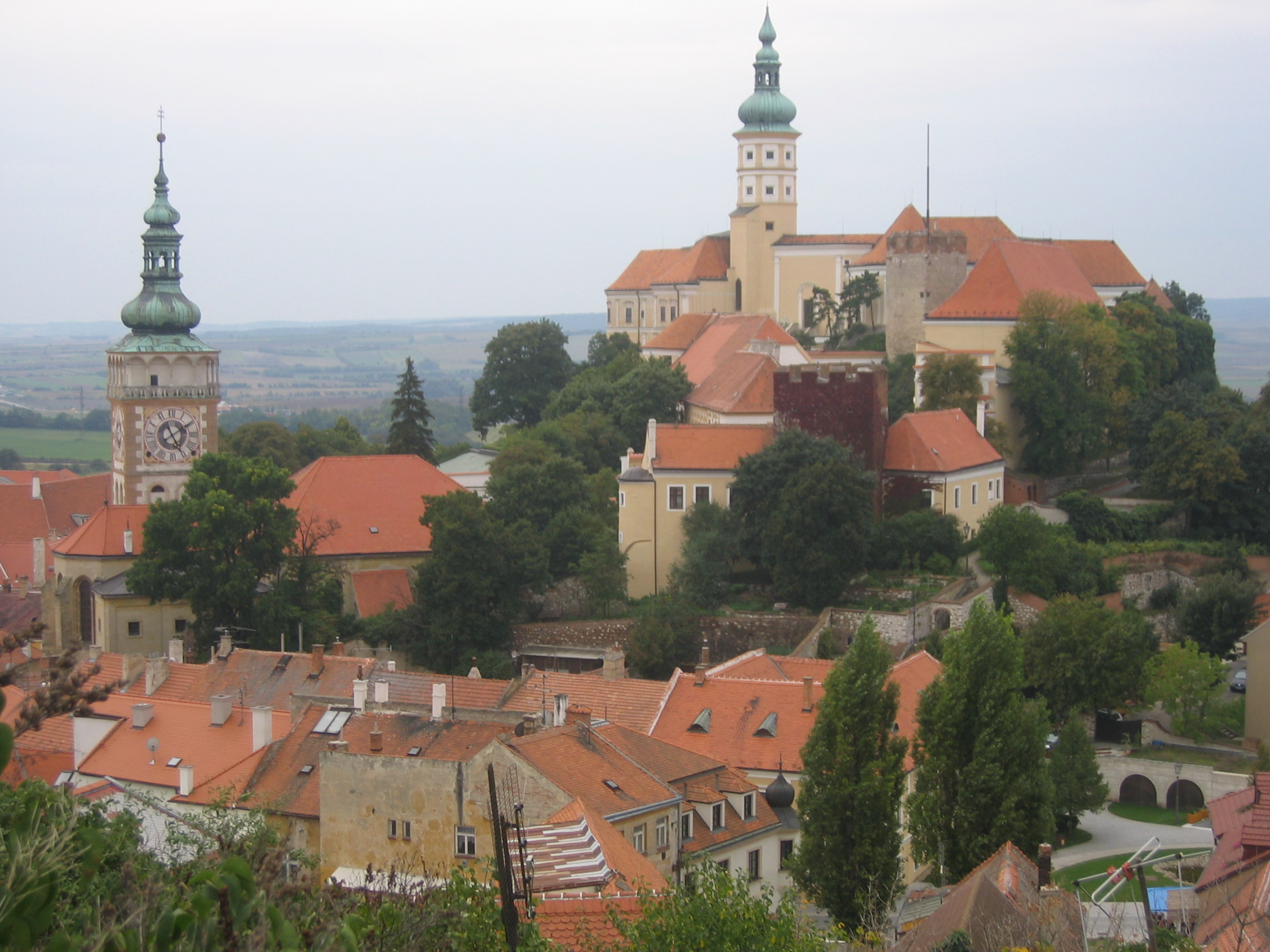
Vista general de la localidad de Míkulov.
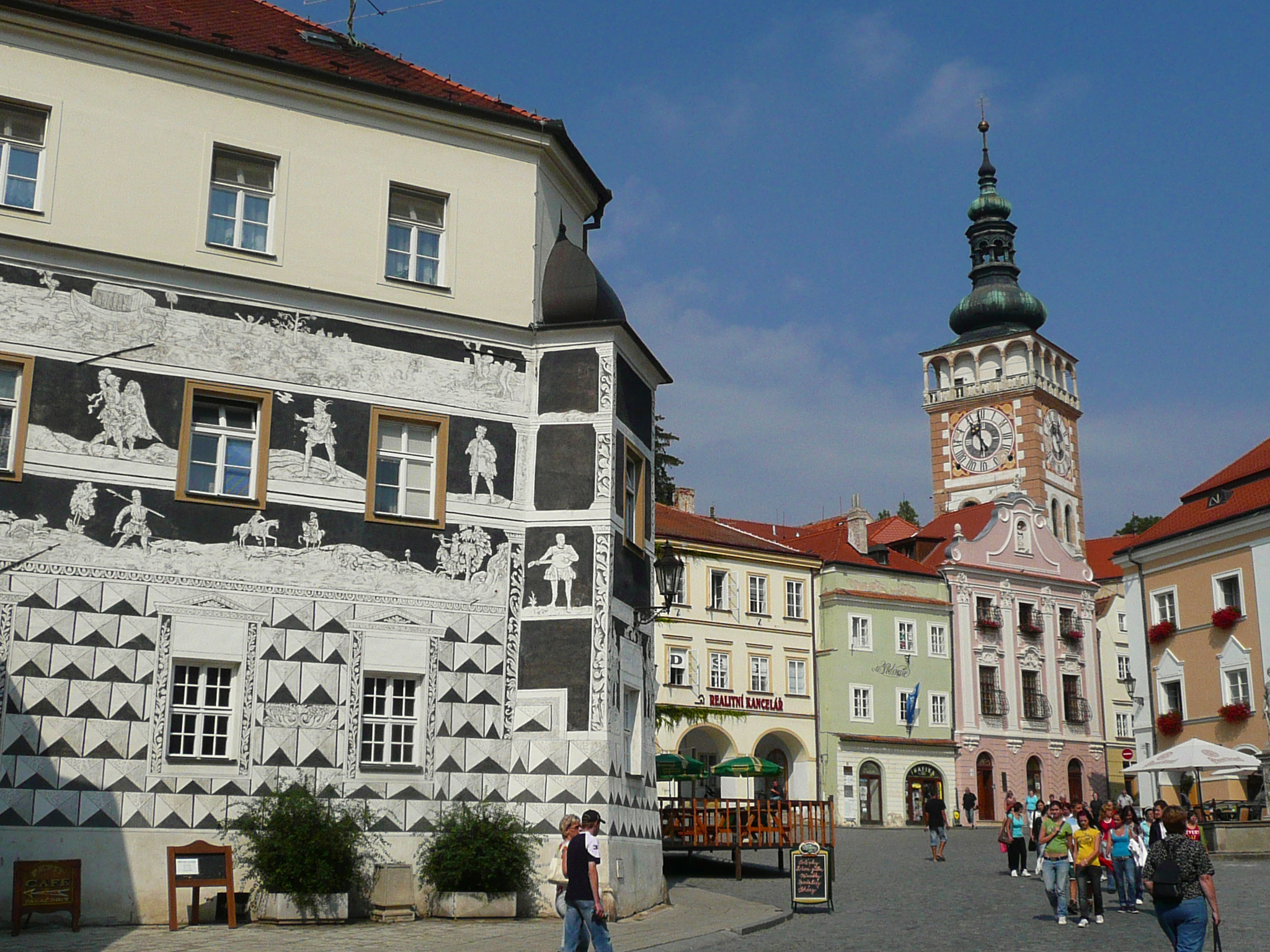
Principal lugar y la casa de Sgraffit.
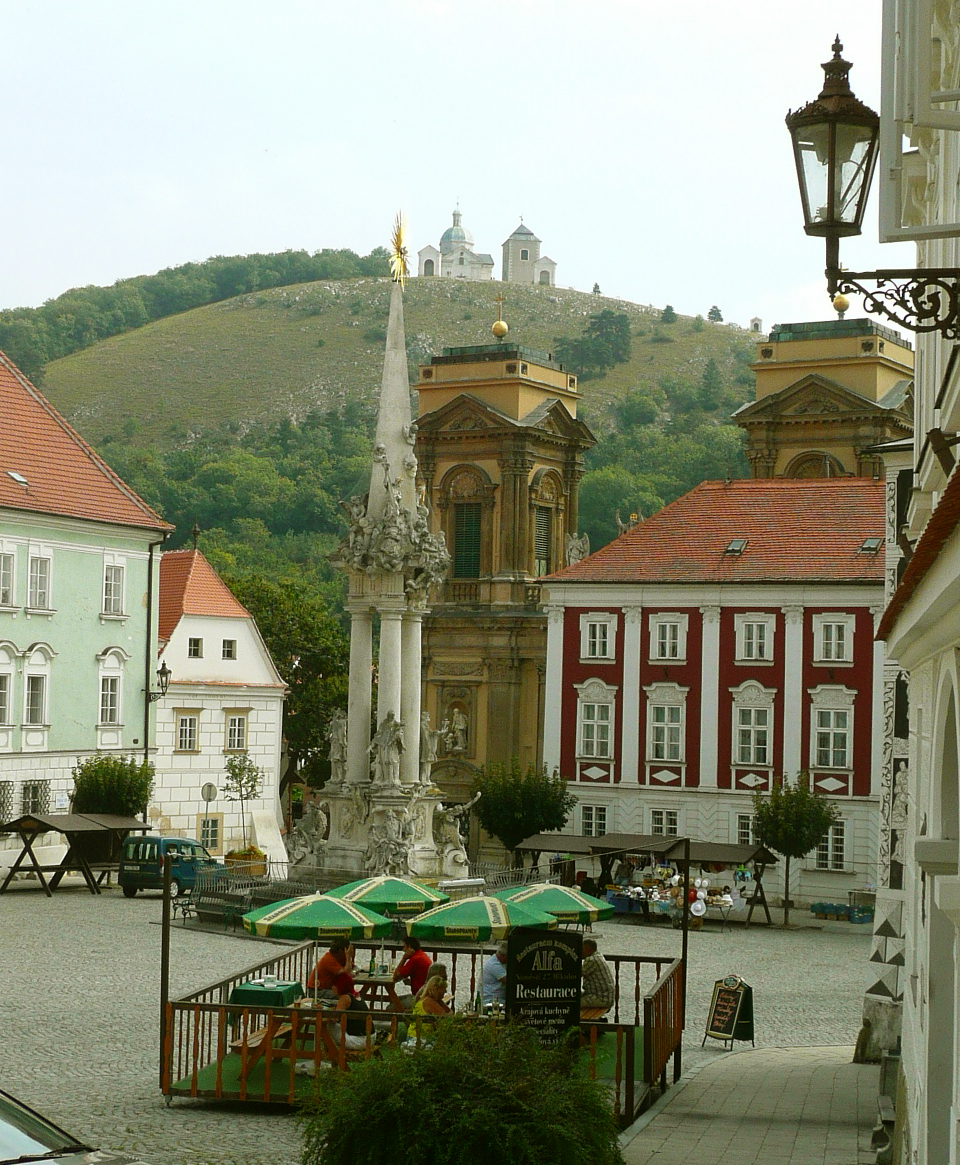
Vista principal lugar hacia el Chapell.
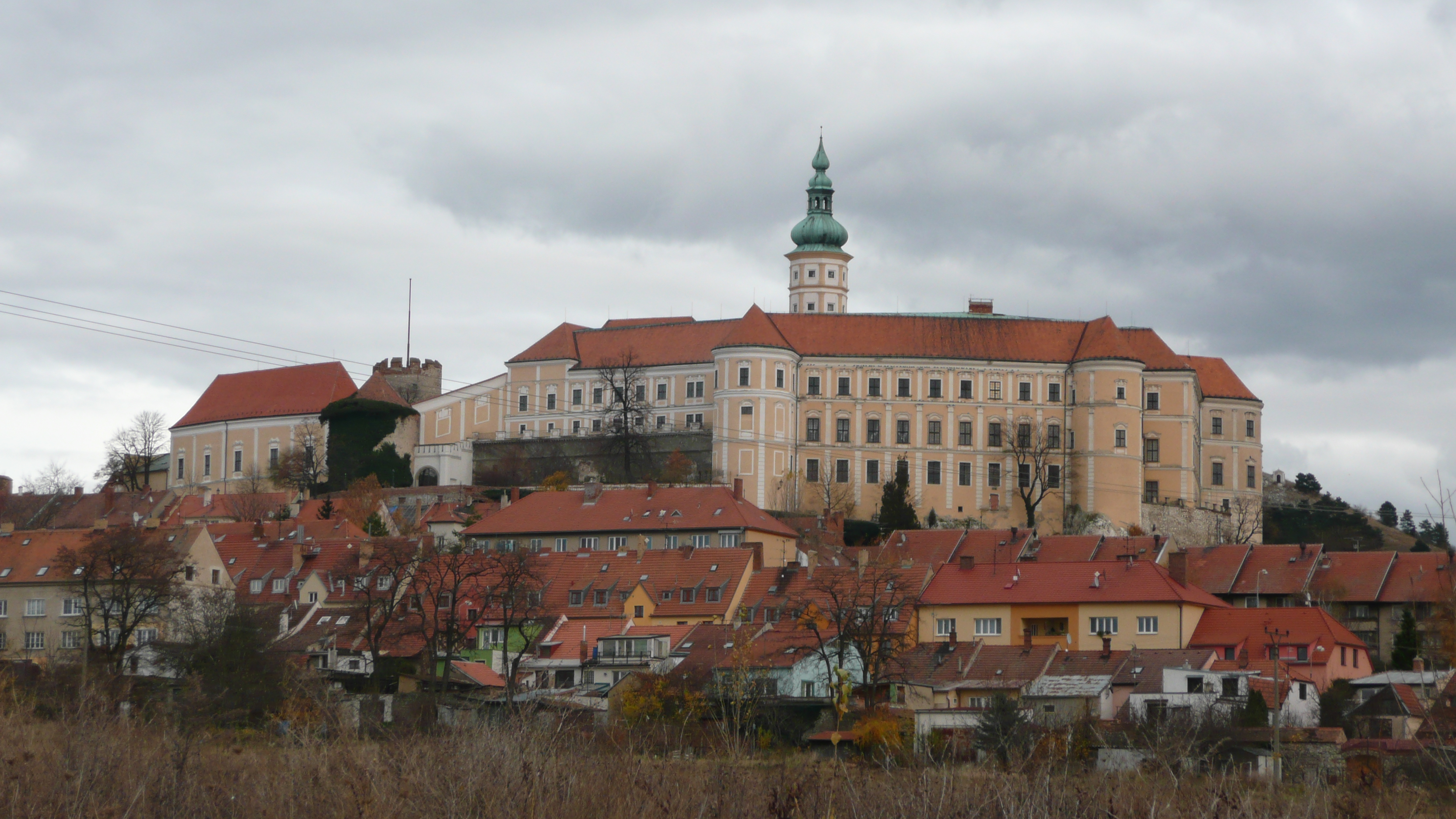
Palacio de Míkulov.
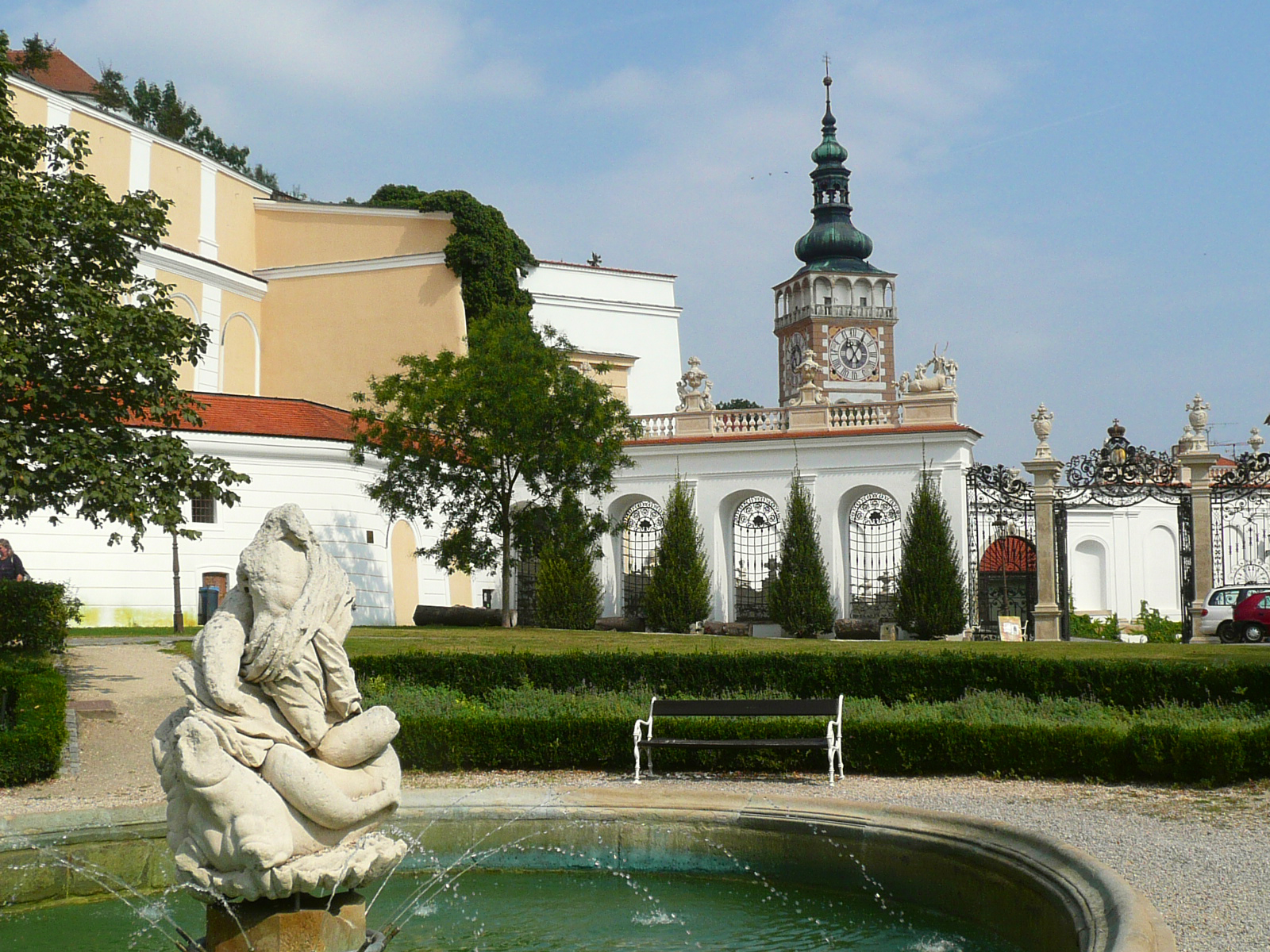
El parque del palacio de Míkulov.
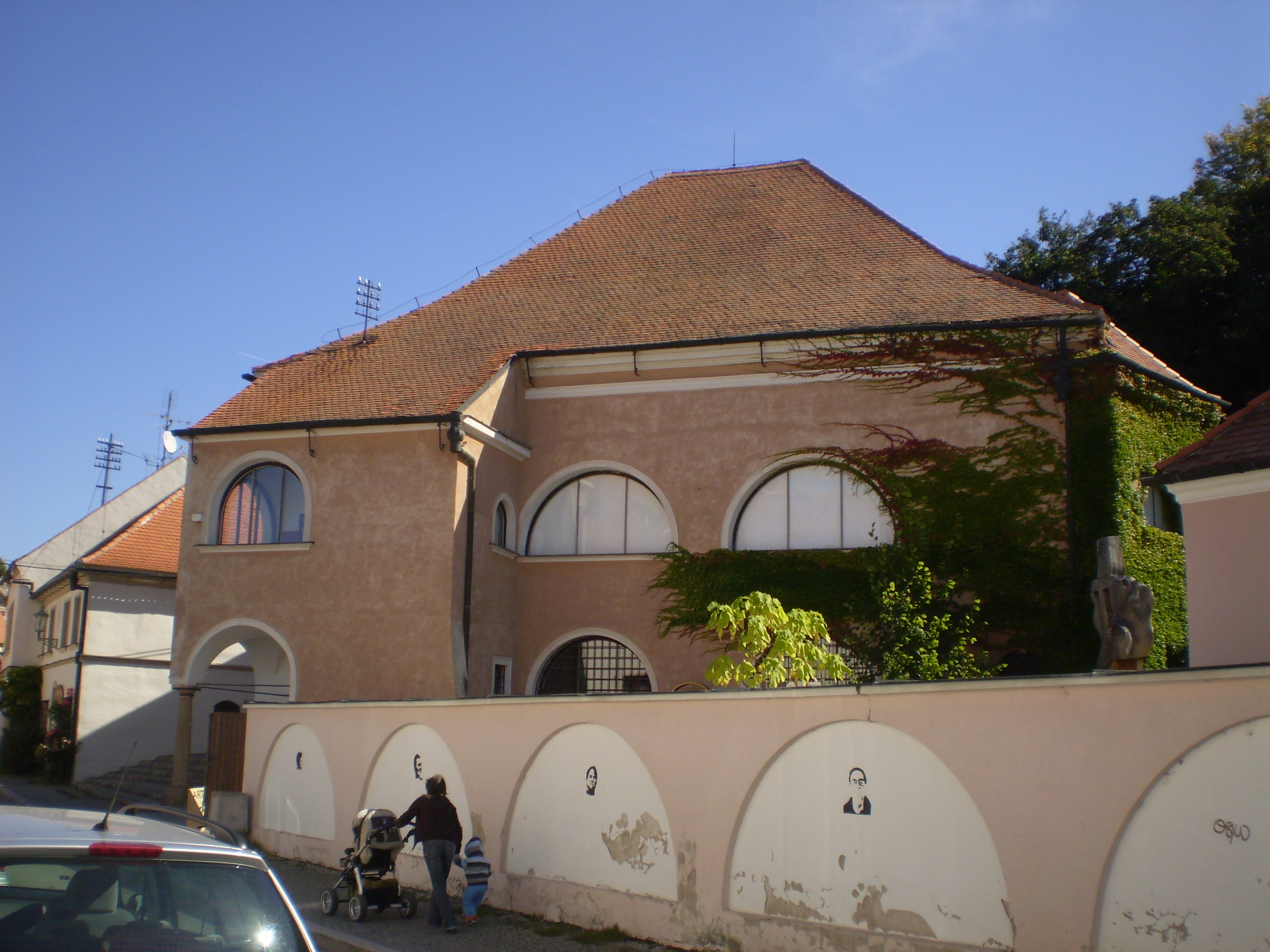
La Sinagoga de Míkulov en el antiguo gueto judío.
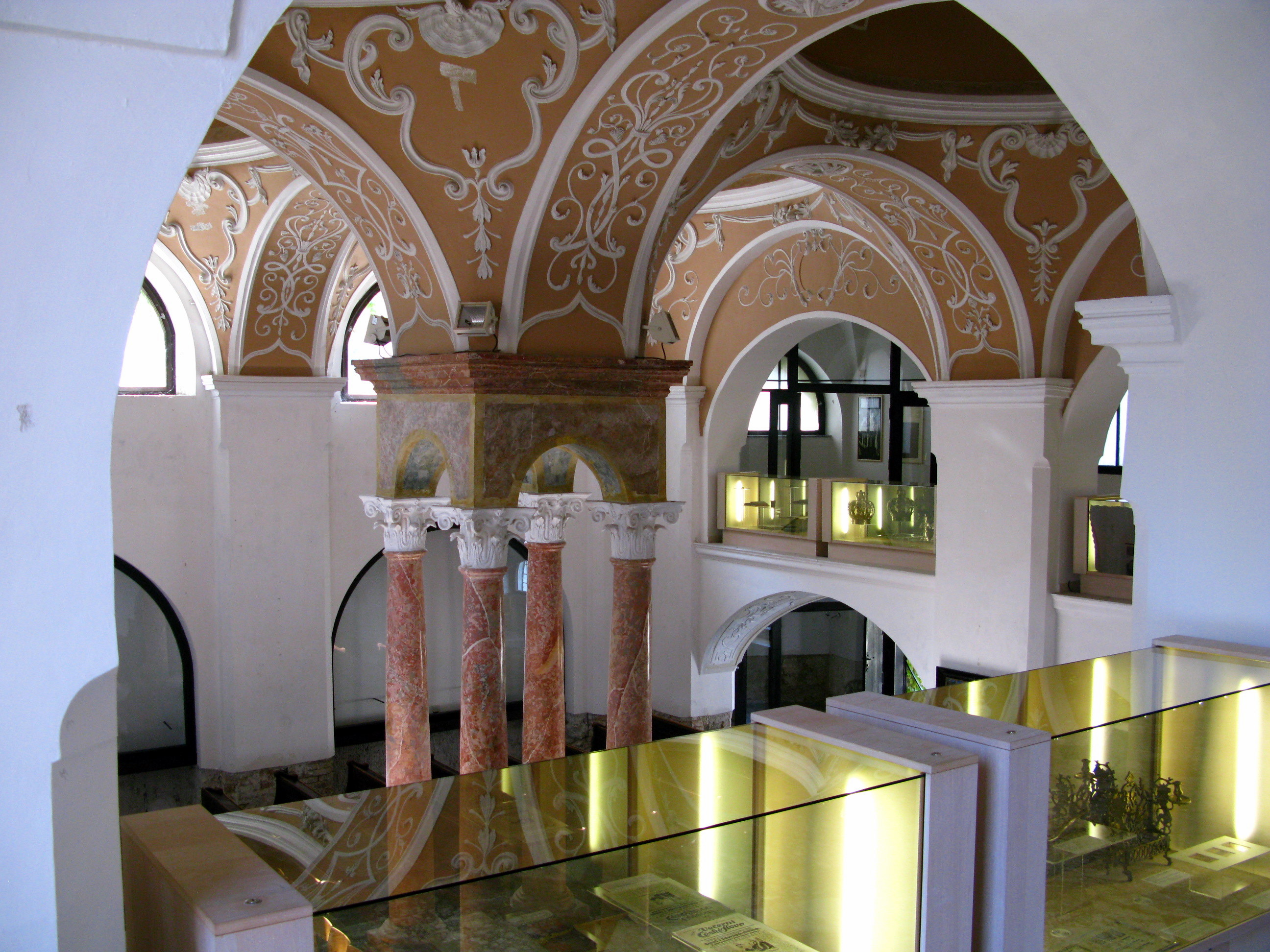
Interior de la sinagogs.